# Омарова, Патимат Омаровна
Патимат Омаровна Омарова (род. 12 июля 1974, Махачкала) — российский учёный-дефектолог, профессор, декан факультета специального (дефектологического) образования Дагестанского государственного педагогического университета.

## Биография
Родилась 12 июля 1974 года в семье заслуженного строителя РСФСР Омара Тажутдиновича Омарова и заслуженного врача Республики Дагестан Умужат Абдулвагабовны Омаровой.
В 1991 году с отличием окончила школу № 13 (в настоящее время МБОУ "Гимназия № 13" ) города Махачкалы (классный руководитель - Гунаева Раиса Садыковна).
В 1997 году окончила полный курс Дагестанского государственного педагогического университета по специальности «учитель вспомогательной школы, логопед». В 1997 году поступила в аспирантуру по специальности «19.00.10 — коррекционная психология» в Дагестанский государственный педагогический университет, которую завершила досрочной защитой диссертации в 2000 году в Институте коррекционной педагогики Российской академии образования.
С 1999 по 2004 г.г. — директор Благотворительного коррекционно-реабилитационного центра для детей, пострадавших при военных конфликтах и террористических актах.
С 2000 по 2004 г.г. — старший преподаватель кафедры коррекционной педагогики и психологии Дагестанского государственного педагогического университета.
С 2004 по 2007 г.г. — доцент кафедры коррекционной педагогики и психологии Дагестанского государственного педагогического университета.
С 2002 по 2008 г.г. — психолог Психолого-медико-педагогической комиссии Управления образованием г. Махачкалы.
С 2007 по 2016 г.г. — профессор кафедры коррекционной педагогики и психологии Дагестанского государственного педагогического университета.
С 2007 по 2012 г.г. — начальник отдела инновационных исследований и грантов Дагестанского государственного педагогического университета.
С 2007 по 2012 г.г. — заместитель заведующего кафедрой коррекционной педагогики и специальной психологии Дагестанского государственного педагогического университета.
С 2011 по 2012 г.г. — директор Регионального межвузовского центра коррекционного образования «Перспектива».
С 2014 по 2024 г.г. — декан факультета специального (дефектологического) образования Дагестанского государственного педагогического университета (первого на Северном Кавказе дефектологического факультета).
С 2015 года — директор НИИ дефектологии, клинической психологии и инклюзивного образования.
С 2018 года по 2022 год - заместитель министра по делам молодёжи Республики Дагестан.
С 2024 - заместитель министра образования Камчатского края.

## Научная деятельность
Автор более 400 научных публикаций в области общего и специального образования, из которых 30 — в ведущих научных журналах (включенных в Перечень ВАК РФ).
Автор теории педагогической социализации детей с ограниченными возможностями здоровья в национальных образовательных системах (2011).
Предложила использовать метод социально-психологического тренинга в работе с детьми с нарушениями интеллектуального развития (1999).
Автор методики изучения уровня конфликтности в детской группе (1999).
Автор разработки принципа социализирующего воздействия в олигофренопедагогике (2000).
Автор ряда психолого-педагогических технологий работы с семьей ребёнка с ограниченными возможностями здоровья:
- Технология анализа уровня вовлеченности семьи в психолого-педагогическое сопровождение ребёнка с ограниченными возможностями здоровья (предполагает в интерактивном режиме диагностировать совместно с родителями реальную ситуацию взаимодействия семьи и школы по различным векторам, которые вычерчиваются на специальной диаграмме, а также определить маршрут коррекционного воздействия семьи и школы на личности ребёнка с умственной отсталостью в плане его социализации и интеграции).
- Фрейм-технология оценки социальной и физической среды (позволяет использовать фотографии различных мест, где бывает ребёнок. Эти фотографии используются для совместного анализа специалистами как в работе Клуба родителей, так и при индивидуальном консультировании семьи, что позволяет увидеть проблемные зоны, принять меры по оптимизации социальной и физической среды).
- Технология мультитерапии в работе с детьми с ограниченными возможностями развития.

Совместно с М. Г. Магомедовым разработала методику психолого-педагогической поддержки детей с посттравматическими стрессовыми расстройствами (в результате военных конфликтов и террористических актов) на отдаленном этапе травматизации (1999—2008).
В 2013 году вместе с профессором Д. М. Маллаевым предложила гендерную тифлопсихологию как направление исследований в психологии слепых.
Обозначила термин «формирование общероссийской идентичности» и предложила в качестве идеологического базиса патриотического воспитания на заседании Северо-Кавказской сети Глобального партнёрства во имя мира в рамках подготовки к слушаниям в Государственной Думе (г. Пятигорск, 2007 г.). В ходе парламентских слушаний в Государственной Думе «Роль гуманитарных наук в формировании общероссийской идентичности: совершенствование законодательной базы научно-исследовательских, издательских центров и просветительских организаций» (16 декабря 2008 года) был официально заявлен государственный заказ на исследования в области формирования общероссийской идентичности как идейной платформы патриотического воспитания. По итогам парламентских слушаний было предложено разработать и принять закон «О патриотическом и гражданском воспитании граждан РФ», а государственным академиям наук рекомендовано осуществление научных проектов в области формирования общероссийской идентичности по итогам которых совместно с Министерством образования и науки Российской Федерации обеспечить внедрение полученных научных результатов в образовательный процесс.
Обозначила термин "позитивное инклюзивное социокультурное пространство" в докладе на Международной научно-практической конференции "Развитие непрерывного образования лиц с нарушенным зрением".
Под научным руководством защищено пять кандидатских диссертаций:
- Магомедова А. Н. Роль семьи в социализации детей с ограниченными возможностями здоровья (2004).
- Валиева П. В. Социализация младших школьников со стойкой школьной дезадаптацией (2008).
- Джамалудинова З. Г. Формирование общероссийской идентичности как фактор патриотического воспитания младших школьников (2012).
- Шахова Р. М. Воспитание правовой культуры учащихся как фактор профилактики школьного насилия (2016).
- Зайнулабидов Б. М. Формирование социальной ответственности старшеклассников в добровольческой деятельности (2016).

С 2004 по 2007 г.г. — одна из инициаторов развития сети классов коррекционно-развивающего обучения для детей с задержкой психического развития в г. Махачкале и создания логопедических пунктов при дошкольных образовательных учреждениях.
Член научной школы Маллаева Джафара Михайловича «Гуманизация общего и специального образования».
Член редакционной коллегии журнала «Известия Дагестанского государственного педагогического университета» (включенного в Перечень журналов, рецензируемых ВАК РФ).
Член Научно-экспертного совета Дагестанского государственного педагогического университета.

## Участие в Программных комитетах крупных научно-практических конференций
Организатор и участник ряда Международных научно-практических конференций, конгрессов, симпозиумов и семинаров (Бельгия, Великобритания, Германия, Канада, Польша, Россия, Украина).
Работала экспертом на Международных конференциях «Женщины за жизнь без войн и насилия» (г. Ростов, 2001) и «Frauen gestalten Zukunft» (г. Берлин, 2002).
Заместитель Председателя Программного комитета Всероссийской научно-практической конференции «Гуманизация инновационного образования: перспективы и достижения» (2008).
Председатель Программного комитета Международной научно-практической конференции «Современные информационные технологии работы с молодёжью: педагогика, психология, менеджмент и коммуникация» (2010).
Председатель Программного комитета Всероссийской научно-практической конференции «Молодёжь за патриотизм и межнациональное согласие» (2012).
Председатель Программного комитета Второй Всероссийской научно-практической конференции «Молодёжь за патриотизм и межнациональное согласие» (2013).
Заместитель Председателя Программного комитета V Международной научно-практической конференции «Современная наука и молодёжь» (2013).
Заместитель Председателя Программного комитета VI Международной научно-практической конференции «Современная наука и молодёжь» (2014).
Эксперт IV Международного политологического форума «Российский Кавказ: территория единства» (проведенного при поддержке Федерального агентства по делам национальностей (2016)).

## Научные труды (монографии, учебники, учебно-методические пособия)
- Омарова П. О. Маллаев Д. М. Психолого-педагогическое сопровождение детей-сирот — Махачкала: Юпитер, 2002—104 с. — 1000 экз.
- Омарова П. О. Развитие общения умственно отсталых младших школьников. — Махачкала: Юпитер, 2002. — 128 с. — 1000 экз.
- Омарова П. О. Маллаев Д. М. и др. Методика преподавания прав ребёнка. Учебное пособие для высших учебных заведений — Махачкала: «Алеф», 2008—180 с. — 2000 экз.
- Маллаев Д. М., Омарова П. О., Магомедова А. Н. Роль семьи в социализации детей с ограниченными возможностями здоровья. — Москва: СМУР «Academa», 2008. — 180 с. — 1000 экз.
- Маллаев Д. М., Омарова П. О., Гасанова З. З. Воспитание детей в духе патриотизма и дружбы народов в семье. — Москва: СМУР «Academa», 2008. — 144 с. — 1000 экз
- Маллаев Д. М., Омарова П. О., Гасанова З. З. Я, ты, он, она — вместе целая страна! Методическое пособие для родителей по патриотическому воспитанию детей. — Москва: Спутник+, 2008. — 20 с. — 1000 экз. — ISBN 978-5-9268-0782-4[18].
- Маллаев Д. М., Омарова П. О., Валиева П. В. Социализация детей со стойкой школьной дезадаптацией младшего школьного возраста. — Санкт-Петербург: Речь, 2010. — 160 с. — 500 экз. — ISBN 978-5-9268-1026-1.
- Маллаев Д. М., Омарова П. О., Гаджиева Д. П. Гендерная тифлопсихология детей дошкольного и младшего школьного возраста. — Санкт-Петербург: Речь, 2013. — 128 с. — 1000 экз. — ISBN 978-5-9064-1401-4.
- Керимова А. В., Керимова М. З., Омарова П. О. Воспитание творческой личности младшего школьника на уроках русского языка и литературы. — М.: Парнас, 2011. — 128 с. — 1000 экз.
- Омарова П. О. и др. Современные информационные и социально-психологические технологии добровольчества. — М.: Парнас, 2011. — 104 с. (тираж — 1000 экз.)
- Омарова П. О. и др. Современная молодёжная образовательная политика — М.: Парнас, 2011. — 144 с.
- Омарова П. О. и др. Современные технологии молодёжной образовательной политики — М: Парнас, 2012. — 152 с. — 140 с.
- Омарова П.О и др. Современные технологии добровольчества — М.: «Парнас», 2012—252 с.- 1000 экз.
- Омарова П. О. и др. Современные технологии социального проектирования в молодёжной сфере — М.: Парнас, 2012. — 1000 экз.
- Омарова П. О. и др. Роль общественных организаций в гармонизации межнациональных отношений и межкультурного диалога в Дагестане. Менеджмент социальных проектов. — М.: Парнас, 2013 — 72 с. — 500 экз.
- Омарова П. О. и др. Формирование общероссийской идентичности как фактор гармонизации межнациональных отношений и профилактики экстремизма — М.: Парнас, 2013. — 258 с. — 1000 экз.
- Омарова П. О. и др. Социальное проектирование — М.: Парнас, 2014 — 43.с. — 1000 экз — ISBN 978-5-4326-0028-8
- Омарова П.О. и др. Современные добровольческие технологии по формированию общероссийской идентичности, гармонизации межнациональных отношений и организации работы с молодёжью — М.: Парнас, 2014. – 188 с. - 500 экз.
- Омарова П.О и др. Философия куначества в современных технологиях по формированию общероссийской идентичности и противодействию идеологии терроризма и экстремизма в молодёжной среде – М.: Парнас, 2016 – 150 с.-  500 экз.
- Омарова П.О. и др. Культура и традиции народов Дагестана как фактор гармонизации межнациональных отношений и профилактики экстремизма – М.: Парнас, 2017– 108 с. - 500 экз.
- Омарова П.О. и др. Формирование жизненных ориентиров молодёжи как основа межкультурной коммуникации в условиях многонационального региона – М.: Парнас, 218 – 298 с. - 500 экз.
- Омарова П.О. и др. От формирования общероссийской идентичности – к единой российской нации. – М.: Парнас, 2019 – 182 с. - 500 экз.

## Публикации в ведущих научных журналах
- Омарова П.О. Социализация детей с задержкой психического развития // Известия Дагестанского государственного педагогического университета. Психолого-педагогические науки. : Журнал. — Махачкала: ДГПУ, 2007. — № 1. — С. 39-45.

- Маллаев Д.М., Омарова П.О. Методика педагогической поддержки процесса социализации младших школьников с задержкой психического развития // Известия Дагестанского государственного педагогического университета. Психолого-педагогические науки : Журнал. — Махачкала: ДГПУ, 2007. — № 1. — С. 29-38.
- Omarova P.O. Ecological education as the factor of socialization of children with slow mental development // Юг России: экология, развитие : Журнал. Махачкала: ДГУ, 2007. — № 4. — С. 125—130.
- Маллаев Д. М., Омарова П. О., Гасанова З. З. Современные проблемы воспитания патриотизма и дружбы народов // Известия Дагестанского государственного педагогического университета. Психолого-педагогические науки : Журнал. — Махачкала, 2008. — № 1. — С. 74-85.
- Омарова П. О., Магомедов М. Г. Методика психолого-педагогического сопровождения подростков с посттравматическими стрессовыми расстройствами на отдаленном этапе травматизации // Известия Дагестанского государственного педагогического университета. Психолого-педагогические науки : Журнал. — Махачкала, 2008. — № 1.- С. 32-44.
- Омарова П. О. Новый проект Дагестанского государственного педагогического университета и Детского Фонда ООН (ЮНИСЕФ) // Известия Дагестанского государственного педагогического университета. Психолого-педагогические науки : Журнал. — Махачкала: ДГПУ, 2008. — № 3. — С. 114—116.
- Маллаев Д. М., Омарова П. О., Изиева Д. П. Влияние гендерного развития на формирование социальной активности детей с нарушениями зрения // Известия Дагестанского государственного педагогического университета. Психолого-педагогические науки : Журнал. — Махачкала: ДГПУ, 2008. — № 4. — С. 21-26.
- Маллаев Д. М., Омарова П. О., Салихова К. А. Особенности гендерной социализации детей-сирот младшего школьного возраста //Известия Дагестанского государственного педагогического университета. Психолого-педагогические науки : Журнал. — Махачкала: ДГПУ, 2008. — № 4. — С. 27-39.
- Омарова П. О., Гасанова З. З. Семья как институт социализации и воспитания // Сибирский педагогический журнал : Журнал. — Махачкала,, 2008. — № 4. — С. 173—186.
- Омарова П. О. Генезис проблемы общения умственно отсталых детей в коррекционной педагогике и психологии // Сибирский педагогический журнал, 2008. — № 9. — С. 232—248.
- Маллаев Д. М., Омарова П. О., Салихова К. А. Особенности гендерной социализации детей-сирот младшего школьного возраста //Известия Дагестанского государственного педагогического университета. Психолого-педагогические науки : Журнал. — Махачкала: ДГПУ, 2008. — № 4. — С. 27-39.
- Омарова П. О. Методика формирования навыков общения у умственно отсталых первоклассников // Известия Российского государственного педагогического университета им. А. И. Герцена : Журнал. — Спб., 2009. — № 109. — С. 157—164.
- Омарова П. О. Формирование социальной компетентности у умственно отсталых учащихся подросткового возраста // Известия Российского государственного педагогического университета им. А. И. Герцена : Журнал. — Спб.: РГПУ им. А. И. Герцена, 2009. — № 112. — С. 250—256.
- Омарова П. О. Социализация детей с нарушениями интеллекта // Педагогическое образование и наука : Журнал. — М.: МПГУ, 2009. — № 10. — С. 29-34.
- Омарова П. О., Гасанова З. З. Использование проективной методики «Дерево» в диагностике дефицитарной социальной ситуации развития // Сибирский педагогический журнал, 2009. — № 7. — С. 247—254.
- Омарова П. О. Общение и поведение умственно отсталых младших школьников // Сибирский педагогический журнал, 2009. — № 5. — С. 269—281.
- Омарова П.О. Роль выдающегося дагестанского ученого-педагога З. Т. Гасанова в развитии идей патриотического воспитания в России // Известия Дагестанского государственного педагогического университета. Психолого-педагогические науки : Журнал. — Махачкала: ДГПУ, 2009. — № 2. — С. 91-97.
- Омарова П. О. Характеристика социального развития детей с задержкой психического развития // Известия Российского государственного педагогического университета им. А. И. Герцена : Журнал. — Спб.: РГПУ им. А. И. Герцена, 2010. — № 125. — С. 69-77.
- Омарова П. О., Османова Г. А. Классификация стойкой школьной дезадаптации в младшем школьном возрасте // Известия Дагестанского государственного педагогического университета. Психолого-педагогические науки : Журнал. — Махачкала: ДГПУ, 2010. — № 4. — С. 60-68.
- Омарова П. О., Шахова Р. М. Современные психолого-педагогические исследования проблемы школьного насилия //Современные проблемы науки и образования, 2013. — № 2[19].
- Магомедова С. Ш., Омарова П. О. Модель профилактики наркомании в общеобразовательной школе // Фундаментальные исследования : Журнал — М.: РАЕ, 2014. — № 11-10. — С. 2258—2262[20].
- Омарова П. О., Зайнулабидов Б. М. Добровольчество как фактор воспитания старшеклассников // Фундаментальные исследования : Журнал — М.: РАЕ, 2015. — № 2-15. — С. 3365-3369
- Омарова П. О., Магомедова С. Ш. Педагогическая профилактика зависимого поведения детей и молодёжи //Современные проблемы науки и образования : Электронный журнал- М.: РАЕ, 2015. № 6[20].
- Омарова П. О., Джамалудинова З. Г., Магомедов Д. З. Патриотическое воспитание учащихся начальных классов //Современные проблемы науки и образования : Электронный журнал — М.: РАЕ, 2015. № 6[21]
- Омарова П. О., Магомедов Д. З., Гасанова З. З. Формирование общероссийской идентичности как фактор информационно-психологического противодействия идеологии экстремизма среди сельской молодёжи Дагестана //Современные проблемы науки и образования : Электронный журнал — М.: РАЕ, 2015. — № 6[22].
- Patimat O. Omarova, Leila P. Gadzhimagomedova.  Socio-psychological characteristics and behavior of deafblind children // https://www.futureacademy.org.uk/files/images/upload/IFTE2018F092.pdf [23]
- Patimat O. Omarova*, Zagidat Z. Gasanova. Diagnosis Of The Preconditions For School Violence In Inclusive Education // https://www.europeanproceedings.com/article/10.15405/epsbs.2020.01.56 Doi  10.15405/epsbs.2020.01.56

Автор трех авторских свидетельств на интеллектуальные продукты совместно (с Д. М. Маллаевым): «Методика преподавания прав ребенка», «Воспитание детей в духе патриотизма и дружбы народов», «Роль семьи в социализации детей с ограниченными возможностями здоровья»

## Общественная деятельность
Член Российского психологического общества.

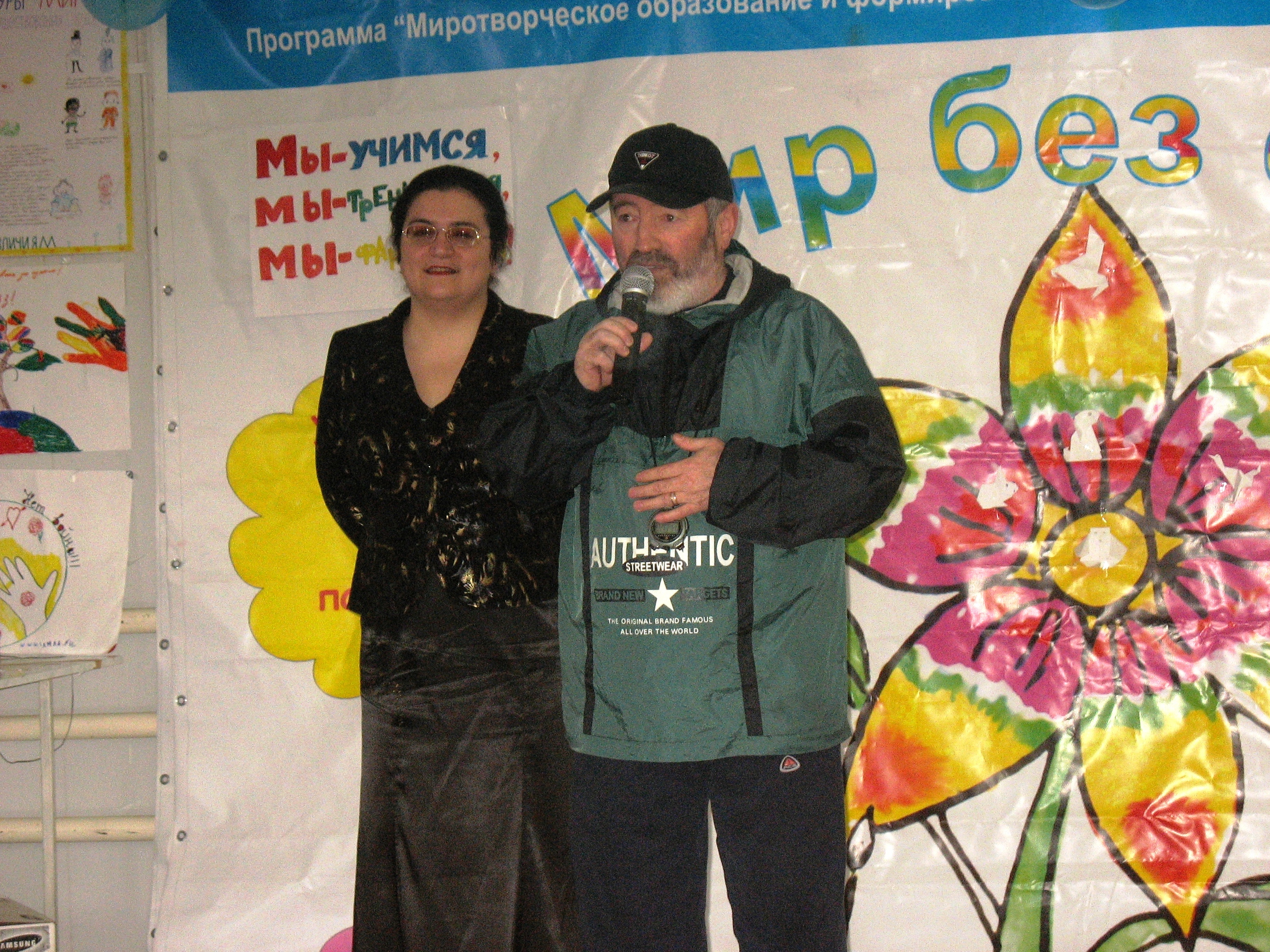
Программа «Миротворческое образование» в школе «Пять сторон света» в Халимбекауле Буйнакского района РД в апреле 2008 года

Член Санкт-Петербургского психологического общества.

Работала экспертом на Международных конференциях «Женщины за жизнь без войн и насилия» (г. Ростов, 2001) и «Frauen gestalten Zukunft» (г. Берлин, 2002).

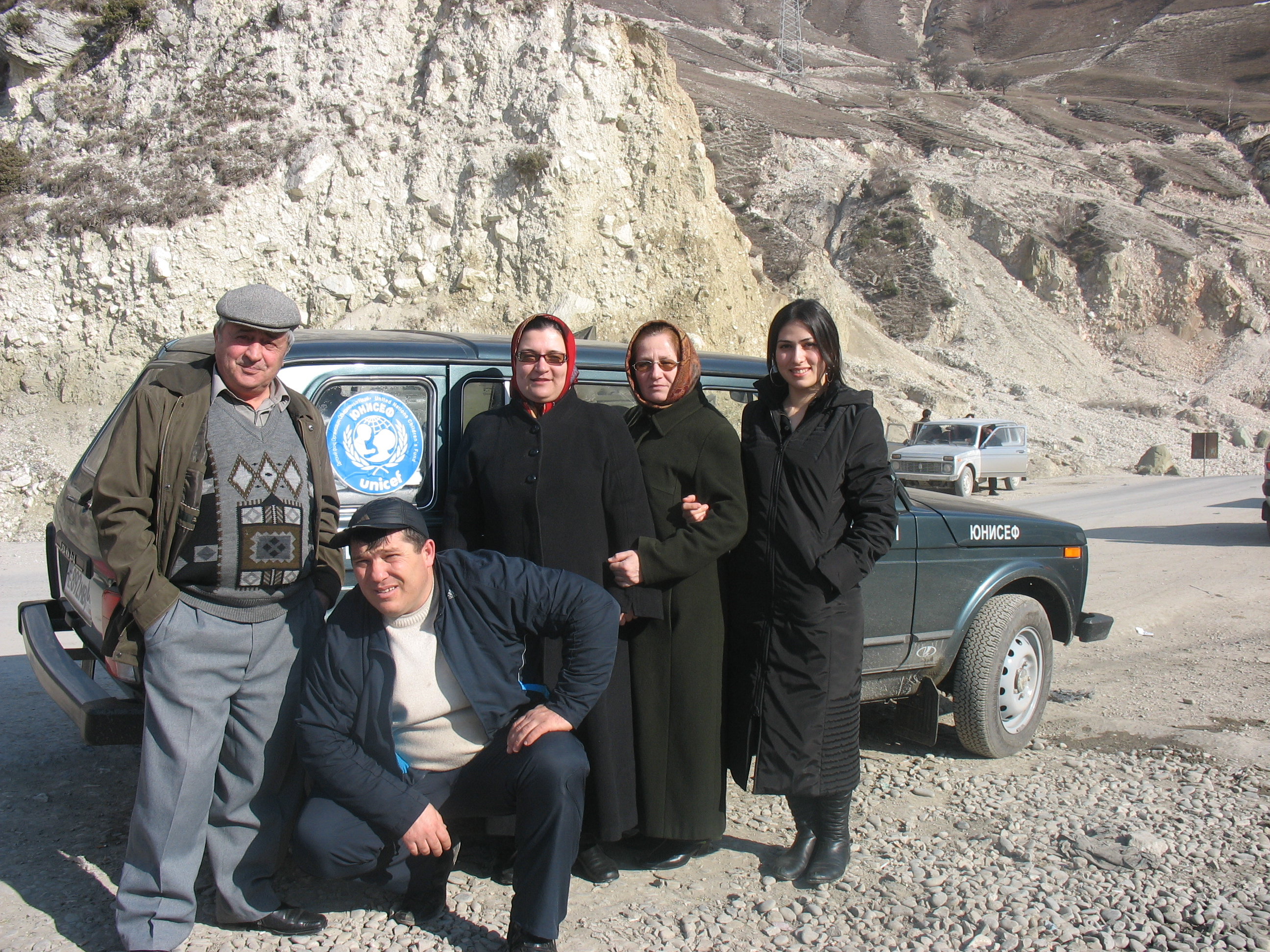
Мобильная тренерская группа Дагестана направляется в сел. Ботлих Ботлихского района Республики Дагестан (март, 2008 год)

С 2005 по 2008 г.г. — координатор мобильной тренерской группы Детского фонда ООН (ЮНИСЕФ) на Северном Кавказе по программе «Миротворческое образование и формирование толерантности среди детей и молодёжи Северного Кавказа». 

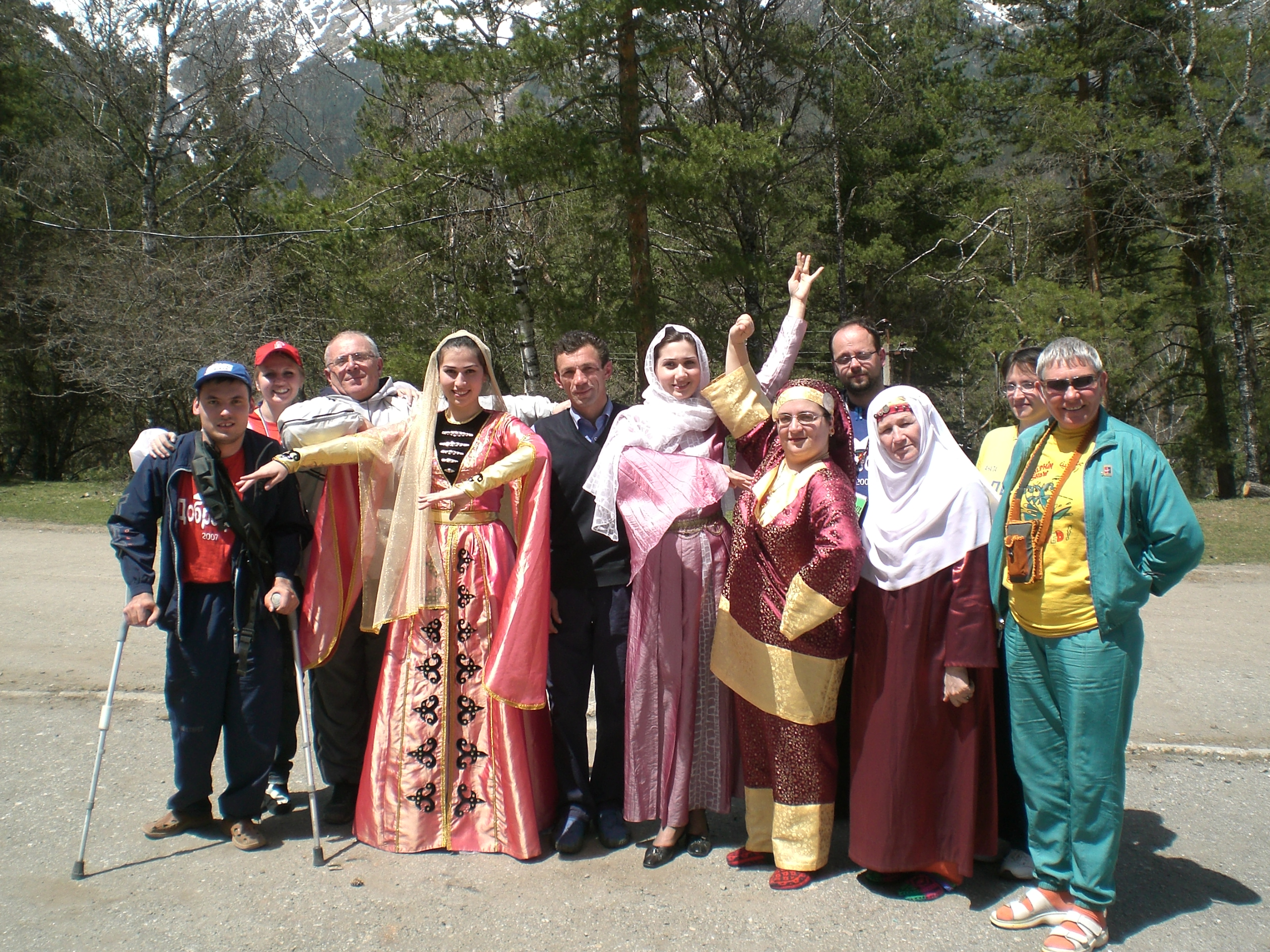
На слете добровольцев Юга России в 2007 году

Программа «Миротворческое образование и формирование толерантности среди детей и молодёжи Северного Кавказа» представляла собой сотрудничество пяти республик Северного Кавказа (Дагестан, Чечня, Ингушетия, Северная Осетия — Алания, Кабардино-Балкария) в воспитании подрастающего поколения в духе культуры мира, ненасилия и толерантности; использование мирных способов разрешения конфликтов и разногласий; привитие гуманности и взаимоуважения, солидарности, сопереживания и сопричастности; повышение социокультурной компетентности детей и молодёжи.

Основная деятельность по Программе на Северном Кавказе — работа мобильной группы тренеров общественных организаций в каждой республике по проведению тренингов толерантности среди детей и подростков, направленных на воспитание детей и молодёжи Северного Кавказа в духе открытости и понимания других народов, многообразия их культур и истории, обучение детей и подростков навыкам позитивного взаимодействия, отработка способов успешной коммуникации; формирование социальной адекватности поведения детей и подростков. 

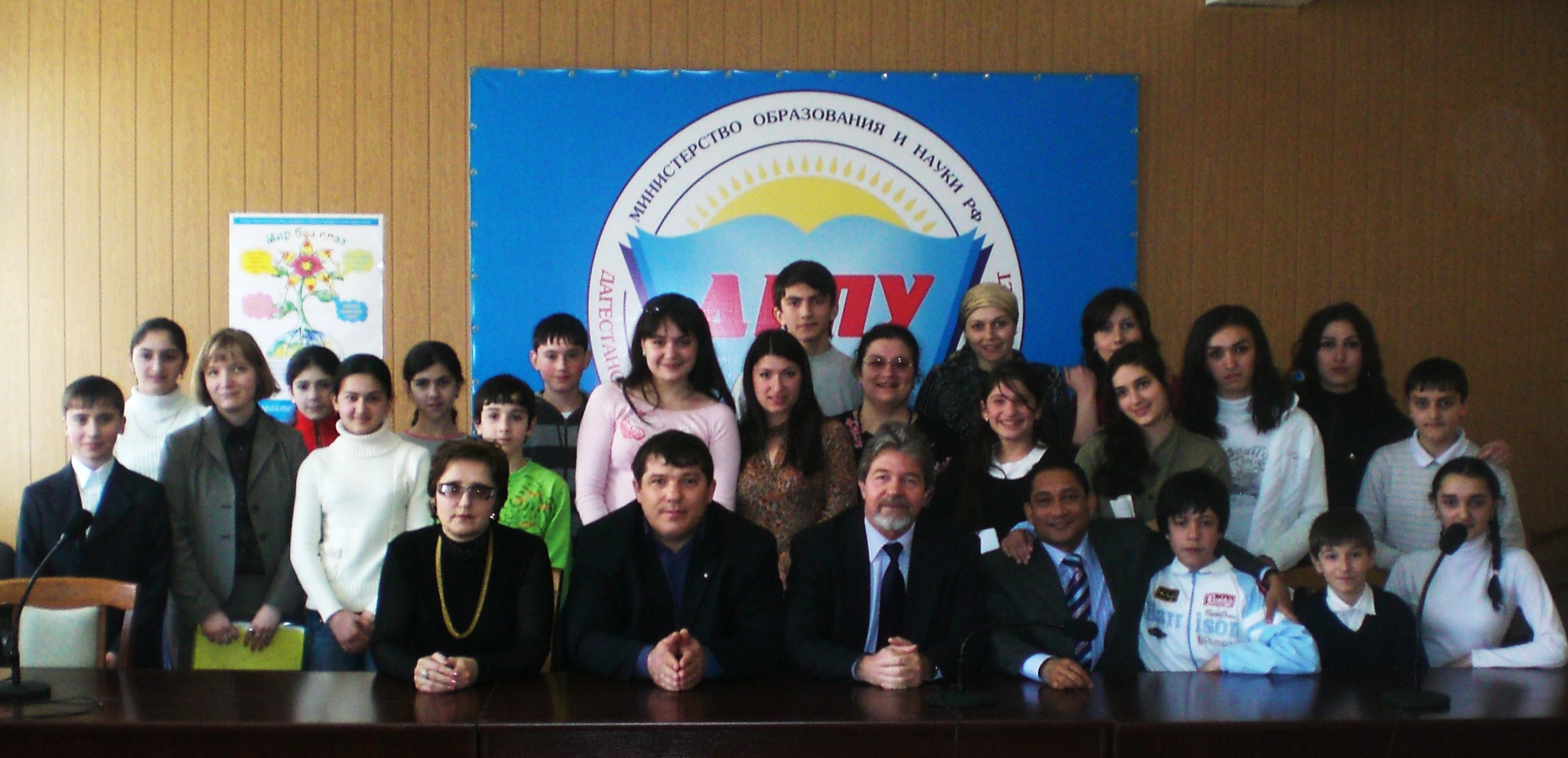
Встреча Главы ЮНИСЕФ в России и Беларусии Карела де Роя с дагестанскими школьниками

В Дагестане Программа была внедрена во всех школах г. Махачкалы, в Лицее им. Омарлы Батырая (сел. Сергокала Сергокалинского района) 

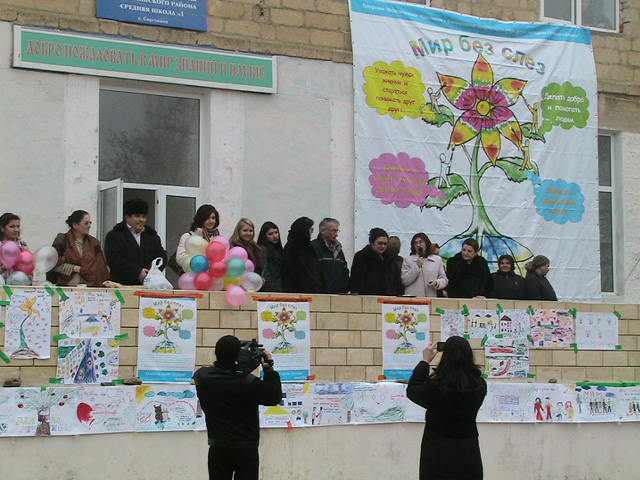
Праздник миротворчества и толерантности в сел. Сергокала (в лицее им. Омарлы Батырая) в феврале 2008 года

, в Республиканской школе «Пять сторон света» (сел. Халимбек-аул Буйнакского района РД), в СОШ № 1 сел. Ботлих Ботлихского района РД, Республиканского эколого-биологического центра (г. Махачкала), Каспийской гимназии-интернате музыкально-хореографического образования.
В рамках подготовки к этапу активного внедрения в марте 2007 года в школе № 13 состоялось совещание педагогической общественности г. Махачкалы с участием г-на Карела де Роя (Главы представительства Детского Фонда ООН (ЮНИСЕФ) в России и Белоруссии), д-ра Рашеда Мустафы (Главы представительства Детского Фонда ООН (ЮНИСЕФ) на Северном Кавказе), ректора Дагестанского государственного педагогического университета Джафара Маллаева, начальника Управления образования г. Махачкалы профессора Магомед-Мирзы Магомедова. Семинар-совещание проходил с участием заместителей директоров школ по воспитательной работе, руководителей методических объединений классных руководителей, педагогов-психологов и социальных педагогов. На совещании было принято решение внедрить программу во все школы г. Махачкалы (всего 56 школ и учреждения дополнительного образования).
29 марта 2007 года мобильной тренерской группой (Далгат Магомедов, Загидат Гасанова и др.) была организована совместная встреча дагестанских школьников (добровольцев-волонтеров Программы «Миротворческое образование и Формирование толерантности среди детей и молодёжи Северного Кавказа»), г-на Карела де Роя, д-ра Рашеда Мустафы и ректора ДГПУ Джафара Маллаева.
В этот трехдневный визит были также организованы встречи с Президентом Республики Дагестан Муху Алиевым, Уполномоченным по правам ребёнка Интизар Мамутаевой, пресс-конференция для журналистов газетно-журнальных СМИ Дагестана (в том числе — педагогических: «Учитель Дагестана», «Юная Махачкала», «Дагестанская школа», «Орленок Дагестана») и двух официальных телеканалов Дагестана ГТРК «Дагестан» и ВГТРК «Дагестан».
Под руководством П. О. Омаровой в период с 2005 по 2009 год на территории Северного Кавказа был проведен ряд межрегиональных миротворческих детских лагерей, направленных на гармонизацию межнациональных отношений и достижение межкультурного диалога.

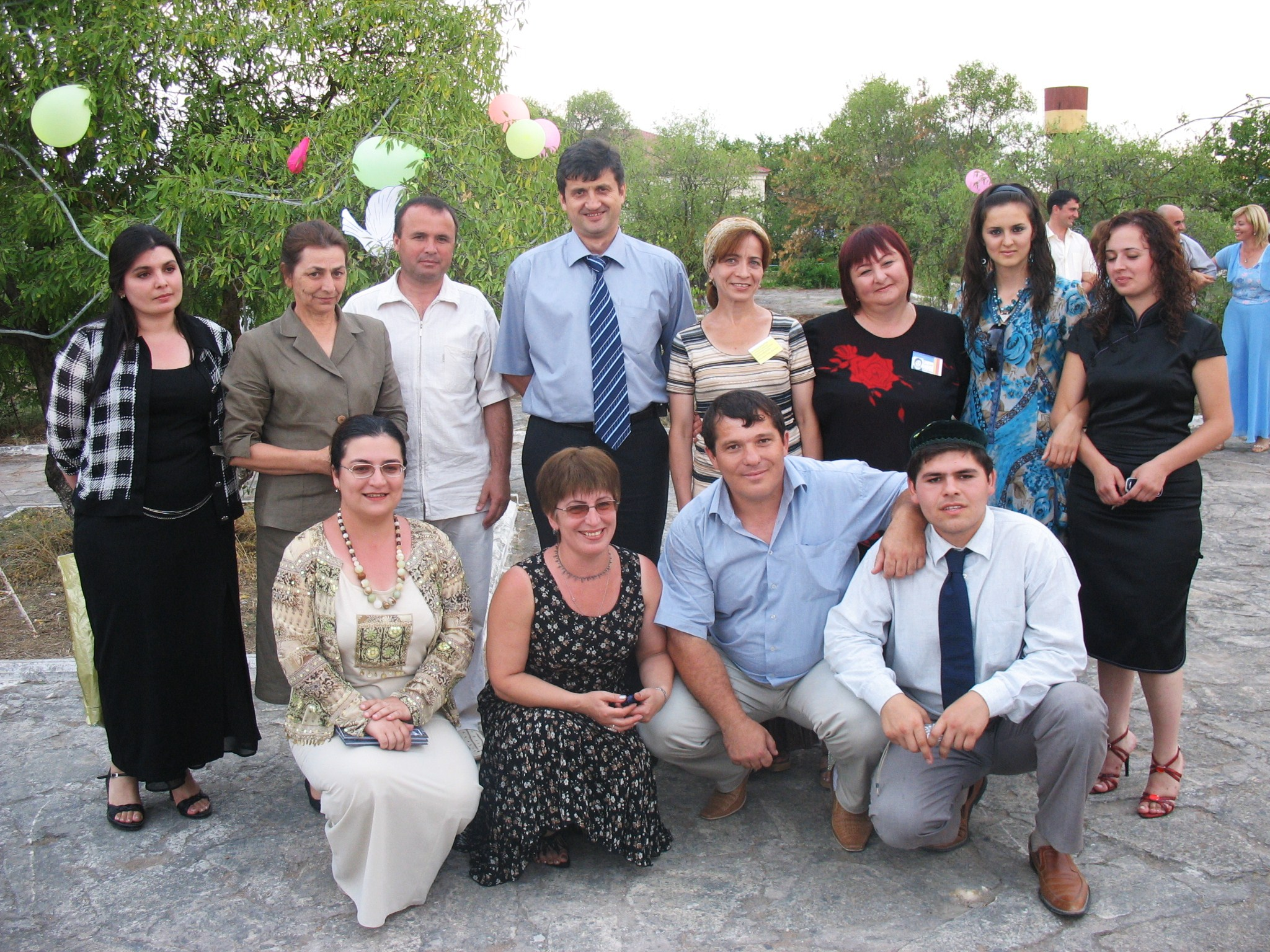
Представители Министерств образования Северного Кавказа в Детском миротворческом лагере «Плюс» в 2006 году

В 2009—2010 г.г.- консультант Детского фонда ООН (ЮНИСЕФ) на Северном Кавказе.
При её участии в качестве координатора МТГ и консультанта ЮНИСЕФ в Дагестане и в ряде республик Северного Кавказа:
1. Проведены первые в истории Северного Кавказа детские межрегиональные миротворческие лагеря, в которых объединились дети Дагестана, Чечни, Ингушетии, Северной Осетии-Алании, Кабардино-Балкарии и Ставропольского края («Каспийская одиссея», Дагестан, 2005; «Плюс», Дагестан, 2006; Дагестан, 2007; Ингушетия, 2007[43]; Северная Осетия-Алания, 2007; Кабардино-Балкария, 2007)[44][45][46][47].
2. Были открыты первые на Северном Кавказе инклюзивные классы для детей с нарушениями опорно-двигательного аппарата (2008)[48].
3. Написан первый учебник для высших учебных заведений «Методика преподавания прав ребенка» (2008)[49][50][51][52].
4. Проведены первые Северо-Кавказские курсы повышения квалификации для учителей общеобразовательных школ Дагестана, Чечни, Ингушетии, Кабардино-Балкарии, Ставропольского края и Северной Осетии-Алании «Воспитание и обучение детей с нарушениями опорно-двигательного аппарата в условиях инклюзивного образования» на базе Дагестанского государственного педагогического университета[53].

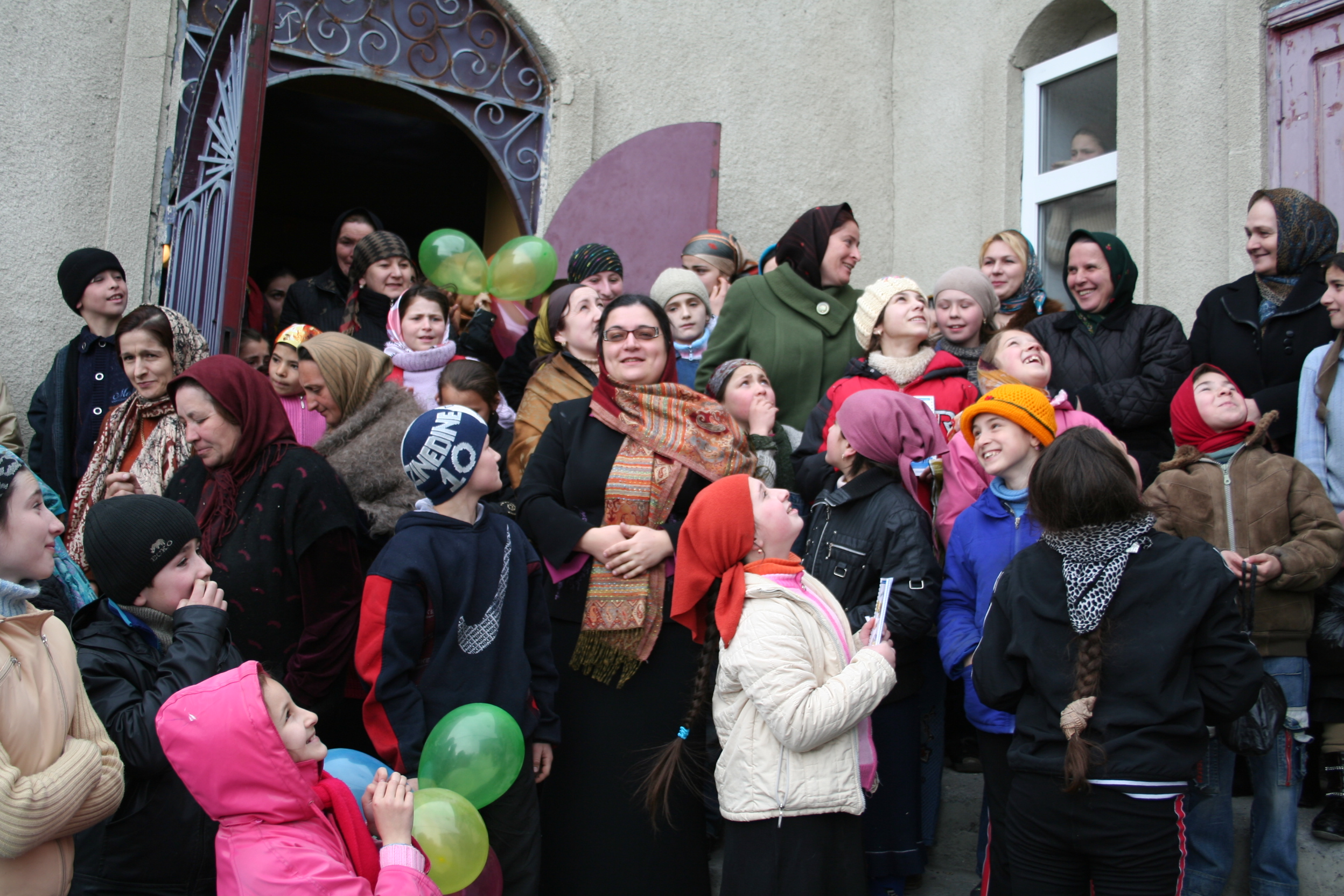
Программа «Миротворческое образование» в сел. Ботлих Ботлихского района Республики Дагестан

## Молодёжная политика, участие в координационных и общественных советах
Лектор, эксперт и тренер Всекавказских молодёжных форумов «Машук −2011» и «Машук-2012», «Машук-2014».
Руководитель образовательных программ Молодёжных образовательных форумов «Каспий-2011» и «Каспий — 2012».
Тренер первого Межрайонного молодёжного форума «Дети гор» в Ботлихском районе Республики Дагестан в 2011 году.
Руководитель образовательной программы Молодёжного образовательного форума «ДиалогМ-2012» (Республика Дагестан).
Руководитель образовательных программ Всероссийских молодёжных образовательных форумов Движения добровольцев Дагестана «3Dформат — 2011», «3Dформат — 2012», «3Dформат — 2014». Директор молодёжного образовательного форума «3Dформат — 2013».
Эксперт Всероссийского Фестиваля «Русский язык — 2012».
Руководитель образовательной программы Всероссийского молодёжного образовательного конвента «Будущее России» в 2013 году.
Руководитель образовательной площадки «Формирование профессиональной идентичности» Молодёжного образовательного форума «Школа-лидеров. Магармхюр — 2015»
Руководитель образовательной программы Северокавказского молодёжного образовательного слета «Куначество как инструмент против идеологии терроризма и экстремизма» в 2016 (сел. Ашильта Унцукульского района Республики Дагестан)..
Руководитель образовательной программы Летней молодёжной школы "Северный Кавказ в единой семье российских народов" для молодёжи Юга России при поддержке Миннаца РД (Карабудахкентский район РД, 2018 г.).
Руководитель образовательной программы Всероссийского молодёжного образовательного форума "Будущее России" (Кайтагский район, 2019 г.) по гранту Фонда президентских грантов.
Руководитель образовательной программы II Летней молодёжной школы «Северный Кавказ в единой семье российских народов» для молодёжи Юга России при поддержке Миннаца РД (Кайтагский район, 2019 г.)
Федеральный эксперт Росмолодёжи в 2016 году.
Член Общественного совета при Министерстве образования и науки Республики Дагестан (2017 г.).
Член Межведомственного организационного совета по развитию добровольческой (волонтерской) деятельности социально ориентированных некоммерческих организаций Республики Дагестан  (Распоряжение Правительства Республики Дагестан от 26.08.2019 №236-р)
Член Координационного совета по Северному региону Республики Дагестан при Правительстве Республики Дагестан.
Член Экспертного совета по образованию инвалидов Комитета по образованию и науке Государственной Думы Федерального собрания Российской Федерации.
Председатель Совета учителей-блогеров Министерства просвещения Российской Федерации

## Гранты
1. Участник и руководитель грантовых проектов Фонда им. Генриха Белля[83], Международного Комитета Красного Креста, Общественной палаты РФ, Российского благотворительного фонда «Нет алкоголизму и наркомании», Детского Фонда ООН (ЮНИСЕФ).
2. Ведущий научный сотрудник по исследовательской грантовой программе «Социализация детей с ограниченными возможностями здоровья» Института национальных проблем в образовании РАО в 2009—2012 г.г.
3. Руководитель группы разработчиков гранта Министерства образования и науки РФ по Программе развития студенческих объединений «ПАТРИОТ РОССИИ» (Профессиональная Адаптация, Творческая Реализация, Интерактивное образование, Технологическое Развитие, Оздоровление и Спорт, Социокультурная интеграция, Информатизация)" на 2012—2013 г.г. (Дагестанский государственный педагогический университет).
4. Руководитель образовательной программы гранта Федерального агентства по делам молодёжи «Формирование общероссийской идентичности как фактор гармонизации межнациональных отношений и профилактики экстремизма среди сельской молодёжи Северного Кавказа» (2013—2014).
5. Грант Главы Республики Дагестан в области общественной деятельности в 2013 году «Формирование общероссийской идентичности как фактор гармонизации межнациональных отношений и профилактики экстремизма среди сельской молодёжи Дагестана»[84]
6. Грант Фонда президентских грантов "Северо-Кавказский ресурсный центр инклюзивного образования "Созвездие" (2017-2018)[85].
7. Грант Фонда президентских грантов "От формирования общероссийской идентичности к единой российской нации"[86].

## Общественное признание и награды
1. Благодарность Международного Комитета Красного Креста (2007).
2. Благодарность Кабардино-Балкарской общественной организации «Институт проблем молодёжи» (2007).
3. Диплом Ставропольского регионального отделения Российского благотворительного фонда «Нет алкоголизму и наркомании» за проведение тренингов по Программе «Миротворческое образование и формирование толерантности среди детей и молодёжи Северного Кавказа» Детского Фонда ООН (ЮНИСЕФ) (2008).
4. Премия Министерства по делам молодёжи Республики Дагестан и Министерства по национальной политике, информации и внешним связям Республики Дагестан «За создание книг патриотической направленности» (2008).
5. Благодарность дирекции Северо-Кавказского молодёжного форума «Машук-2011».
6. Благодарность Оргкомитета Молодёжного образовательного форума «Каспий-2012» за руководство образовательной программой (2012).
7. Благодарность Оргкомитета Молодёжного образовательного форума «ДиалогМ» за руководство образовательной программой (2012).
8. Почетная грамота Российского психологического общества (2013).
9. Благодарность Министерства печати и информации Республики Дагестан за помощь в реализации проекта «ИнтернетБезопасности» (2015).
10. Почетная грамота Министерства по национальной политике Республики Дагестан (2015)[87].
11. Благодарность Правительства Ставропольского края (2017).
12. Медаль Министерства образования и науки РФ "За личный вклад в дефектологию" (2017).
13. Благодарность Министра труда и социального развития Республики Дагестан за помощь в организации Республиканского чемпионата профессионального мастерства инвалидов «Абилимпикс» в 2017 году. Под руководством Патимат Омаровой студентка факультета специального (дефектологического) образования ДГПУ Луиза Зязикова стала чемпионкой России в номинации "Психология" III Национального чемпионата профессионального мастерства инвалидов в 2017 году, завоевав золотую медаль[88][89][90][91][92].
14. Победитель кадрового конкурса Правительства Республики Дагестан "Мой Дагестан" (2018)[93].
15. Благодарственное письмо Администрации г. Махачкалы "За активное участие и достигнутые успехи в IV Национальном чемпионате конкурсов профессионального мастерства для людей с инвалидностью и ограниченными возможностями здоровья движения «Абилимпикс». Под руководством Патимат Омаровой студентка факультета дошкольного образования ДГПУ Ашура Гапизова заняла второе место в номинации "Психология" IV Национального чемпионата профессионального мастерства инвалидов в 2018 году, завоевав серебряную медаль[94][95][96][97][98]. Кроме того, Патимат Омарова выступила в качестве психолога команды Республики Дагестан. Команда завоевала 4 серебряные награды.
16. Благодарность от руководителя Федерального проекта «Трезвая Россия» Султана Хамзаева за поддержку институтов гражданского общества и продвижение здорового образа жизни среди граждан Российской Федерации.
17. Финалист специализации "Наука" конкурса «Лидеры России 2020»[99].
18. Победитель конкурса «Лидеры России — 2020»[100][101].
19. Почётная грамота Главы Республики Дагестан (Указ Главы Республики Дагестан "О награждении Почетной грамотой Республики Дагестан" №72 от 18 сентября 2020 года[102]).
20. Памятная медаль и грамота Президента Российской Федерации «За бескорыстный вклад в организацию Общероссийской акции взаимопомощи #МыВместе»[103].
21. Благодарность Президента РФ (2021).
22. Памятный знак "За укрепление межнационального мира и согласия" Министерства по национальной политике и делам религий Республики Дагестан (2022).
23. Победитель конкурса "Золотые имена высшей школы - 2024" Минобрнауки РФ и Лиги преподавателей высшей школы.
24. Почетная грамота Министерства просвещения РФ (2024).
25. Благодарственное письмо Минобрнауки РФ (2025).